# Tliustenkhabl
Tliustenkhabl - Тлюстенхабль (rus) és un possiólok, un poble, de la República d'Adiguèsia, a Rússia. Es troba a la vora esquerra del riu Kuban, a 25 km al nord-oest de Ponejukai i a 114 km al nord-oest de Maikop, la capital de la república.
Pertanyen a aquest municipi els pobles de Tugurgoi i Txetuk-2.